# Elsa Gladys Cifuentes
Elsa Gladys Cifuentes Aranzazu (Pereira, 3 de marzo de 1963) es una abogada y política colombiana. 
Abogada especializada en derechos Humanos, Doctora Honoris Causa en derecho, también especialista en gerencia social y Magíster en Ciencias de la administración, lideró el primer plan para la igualdad de las mujeres en Colombia. Ha sido defensora de los derechos humanos hace más de treinta años, columnista de opinión y militante de colectivos ecológicos y culturales.
De origen Conservador, se desempeñó como Defensora del Pueblo en Risaralda entre 2017 y 2020, departamento que Gobernó entre 2001 y 2003.

## Trayectoria
Entre 1990 y 1994 sirvió como Concejal de Pereira, llegando a ser en dos ocasiones Presidente de dicha corporación, a lo que le siguió ocupar un escaño en la Asamblea Departamental de Risaralda entre 1995 y 1998. En 1998 fue designada como directora de la Dirección Nacional para la Equidad de la Mujer nombrada por el presidente Andrés Pastrana Arango. En las elecciones regionales de Colombia de 2001 fue la primera mujer en ser electa como Gobernadora de Risaralda por voto popular. 
El 18 de diciembre de 2003, fue anunciada como candidata integrante de la terna presentada por el Presidente de la República, Álvaro Uribe Vélez, a la Cámara de Representantes para elegir por un período de ocho meses el Defensor del Pueblo que cumpliría el resto del período institucional para el cual había sido elegido Eduardo Cifuentes Muñoz, quien había presentado renuncia al cargo a partir del primero de septiembre de 2003.
En las elecciones legislativas de Colombia de 2006 fue candidata al Senado de la República por el Partido Cambio Radical, sin éxito; en dichos comicios obtuvo 17,924 votos. En agosto de 2006 fue designada por el presidente Uribe como presidenta de la Empresa Territorial para la Salud (ETESA) si bien su designación fue revocada a última hora. En 2008 llegó al senado en reemplazo del presidente de su partido, Germán Vargas Lleras, quien renunció a su escaño. En el senado Cifuentes se mostró a favor de buscar los mecanismos que permitieran la reelección del presidente Álvaro Uribe en el año 2010, posición contraria a la de Vargas Lleras quien aspiraba a ser candidato presidencial, lo que le costó ser despojada de la vocería del partido en el Senado. En septiembre de 2009, Cifuentes abandonó el partido para ingresar a las filas del Partido de la U junto con otros congresistas. Se desempeñó como Cónsul General Central de Colombia en Nueva York, convirtiéndose en la primera mujer en ocupar dicho cargo, donde se conectó con la comunidad colombiana residente en el Área Triestatal NY, logrando para ellos el acceso a mejores oportunidades y contribuyendo con la recuperación de la confianza de los connacionales en su país. Lideró varias causas sociales, educativas y culturales en beneficio de la comunidad latina.
En 2015, se inscribió a la candidatura por la Registraduría Nacional junto con más de 80 personajes de la vida política, el 21 de agosto del mismo año.
En 2017 fue nombrada como Defensora del Pueblo en Risaralda, comenzando sus labores en aquel cargo el 20 de enero del mismo año. Siguió en el cargo hasta el 31 de agosto de 2020.

## Estudios y publicaciones
Abogada egresada en 1988 de la Seccional Pereira de la Universidad Libre (Colombia), Doctora Honoris Causa en Derecho y Magíster en Ciencias de la Administración y Diplomacia. Especialista en Gerencia Social, Derechos Humanos y Derecho Ambiental de la Universidad Externado de Colombia.
Ha escrito varios ensayos publicados, además, incluyendo un libro titulado "Desde Manhattan mi vida a la carrera".